# Fabien Merciris
Fabien Merciris (Chartres, 15 de maig de 1977) va ser un ciclista francès, que s'especialitzà en ciclisme en pista.

## Palmarès

### Resultats a laCopa del Món
- 1998
  - 1r a Cali, en Persecució per equips
- 2004
  - 1r a Aguascalientes, en Persecució per equips